# Mecodinops
Mecodinops is een geslacht van vlinders van de familie spinneruilen (Erebidae), uit de onderfamilie Calpinae.

## Soorten
- M. anceps (Mabille, 1879)
- M. relata Walker, 1858
- M. subpicta Schaus, 1911